# Voetbalkampioenschap van Saale 1908/09
In 1908/09 werd het tweede voetbalkampioenschap van Saale gespeeld, dat georganiseerd werd door de Midden-Duitse voetbalbond. Hallescher FC 1896 werd kampioen en plaatste zich voor de Midden-Duitse eindronde. De club versloeg Magdeburger FC Viktoria 1896 en had een bye voor de halve finale. In de finale verloor de club met 5:4 van SC Erfurt 1895.

## 1. Klasse
| Plaats | Club                      | Wed. | W | G | V | Saldo | Ptn.  |
| ------ | ------------------------- | ---- | - | - | - | ----- | ----- |
| 1.     | Hallescher FC 1896        | 6    | 6 | 0 | 0 | 67:06 | 12    |
| 2.     | Hallescher FC Wacker 1900 | 6    | 3 | 0 | 3 | 17:14 | 06:06 |
| 3.     | FC Hohenzollern Halle     | 6    | 3 | 0 | 3 | 31:26 | 06:06 |
| 4.     | Cöthener FC 02            | 6    | 0 | 0 | 6 | 3:72  | 00:12 |

|  | Kampioen, geplaatst voor Midden-Duitse eindronde     |
|  | Wisselt volgend jaar naar de nieuwe 1. Klasse Anhalt |